# Krobia
Krobia è un comune urbano-rurale polacco del distretto di Gostyń, nel voivodato della Grande Polonia.
Ricopre una superficie di 129,59 km² e nel 2004 contava 12 801 abitanti.